# Klinik Forbach
Das Klinikum Mittelbaden Rastatt-Forbach, Klinik Forbach, vormals Kreiskrankenhaus Forbach, war ein Krankenhaus der medizinischen Grundversorgung mit zuletzt 60 Planbetten. Es liegt in Forbach im Nordschwarzwald und gehört zur Klinikum Mittelbaden gGmbH.

## Geschichte
Im Jahr 1896 gegründeten die Gemeinden Forbach, Gausbach, Bermersbach, Langenbrand sowie die Murgschifferschaft den sogenannten Bezirksspitalverband. Zweck war der Bau und Betrieb des Bezirksspital Forbach, das mit 15 Betten zur stationären Versorgung in Betrieb ging.
Zwischen 1928 und 1930 wurde das Krankenhausgebäude erweitert und auf den damaligen neuesten Stand der Technik gebracht. Dadurch konnten fünfzig weitere Betten geschaffen werden. Nach Abschluss weiterer Umbaumaßnahmen im Jahr 1953 standen schließlich 105 Betten für die Krankenpflege zur Verfügung.
Ab dem 1. Januar 1982 übernahm der Landkreis Rastatt die Trägerschaft des Forbacher Krankenhauses, das dann im Jahr 2004 in den neu gegründeten kommunalen Klinikverbund Klinikum Mittelbaden eingebracht wurde.
Nachdem in den 2010er Jahren zunächst die Chirurgische Abteilung geschlossen worden war, gab des Klinikum Mittelbaden 2019 bekannt, die Akutversorgung künftig auf drei Standorte konzentrieren zu wollen. Neben der Klinik Forbach wurde auch die Klinik Ebersteinburg in Baden-Baden geschlossen. Die Abteilung für Altersmedizin wurde an den Bühler Klinikstandort verlegt und die Klinik Forbach zum 30. Juni 2020 geschlossen.

### Nachnutzung
Die bestehende Allgemeinmedizinische Praxis bleibt erhalten, zudem wurden Sprechstunden von Chefärzten des Klinikum Mittelbaden etabliert.
Die Zukunft des Krankenhauses ist in der ambulanten wie stationären Pflege geplant. So wurden zunächst die schon bestehenden Kurzzeitpflegeplätze von zwölf auf 30 erhöht. Nach einem Umbau sollen zudem Langzeitpflegeplätze angeboten werden. Hierfür hat das Land Baden-Württemberg Fördermittel in Höhe von 1,01 Millionen Euro zugesagt.
Nach Umbauarbeiten befindet sich seit September 2020 eine ambulante Tagespflege mit 12 Plätzen in den Räumen der ehemaligen Krankenhausküche. Betrieben wird diese von der Katholischen Sozialstation Forbach-Weisenbach.
Im Januar 2023 wurde eine Rettungswache in Betrieb genommen. Zuvor war seit Frühjahr 2022 die ehemalige Notaufnahme zu diesem Zweck umgebaut worden.